# Rush Hour 2
Rush Hour 2 là một bộ phim điện ảnh hành động hài đôi bạn của Mỹ công chiếu năm 2001 do Brett Ratner làm đạo diễn với kịch bản được chắp bút bởi Jeff Nathanson, dựa trên các nhân vật do Ross LaManna tạo ra. Là phần tiếp theo của Rush Hour, đây là phần thứ hai trong loạt phim Rush Hour với sự tham gia diễn xuất của Thành Long và Chris Tucker diễn các vai của họ từ phần phim đầu. Truyện phim xoay quanh Trưởng thanh tra Lee (Thành Long) và Thanh tra LAPD James Carter (Tucker), hai người đi tới Hồng Kông nhân dịp nghỉ lễ rồi bị vướng vào một án mạng liên quan đến hai nhân viên hải quan Hoa Kỳ sau một vụ đánh bom tại đại sứ quán Mỹ. Lee nghi ngờ rằng thủ phạm có liên quan tới tên trùm Hội Tam Hoàng Ricky Tan (Tôn Long).
Rush Hour 2 khởi chiếu vào ngày 3 tháng 8 năm 2001 và nhìn chung nhận được những đánh giá trái chiếu. Tác phẩm ăn khách tại phòng vé khi thu về 347,3 triệu USD toàn thế giới, trở thành phim có doanh thu cao nhất trong loạt Rush Hour. Bộ phim trở thành phim ăn khách thứ 11 trong năm trên toàn thế giới cũng như là phim điện ảnh gán mác PG-13 có doanh thu cao thứ hai lịch sử. Phần tiếp theo mang tên Rush Hour 3 ra rạp vào ngày 10 tháng 8 năm 2007.

## Nội dung
Thanh tra Sở Cảnh sát Los Angeles (LAPD) James Carter đang du lịch ở Hồng Kông cùng Chánh thanh tra Lực lượng Cảnh sát Hồng Kông Lee. Kỳ nghỉ của họ bị gián đoạn khi một vụ đánh bom tại Tổng lãnh sự quán Hoa Kỳ làm hai đặc vụ của hải quan Hoa Kỳ thiệt mạng. Lee được giao phá vụ án và phát hiện ra rằng cộng sự cảnh sát với người cha quá cố của mình, Ricky Tan có dính líu tới vụ án. Lee và Carter cố tra hỏi Ricky (hiện đang là thủ lĩnh Hội Tam Hoàng), dẫn tới một màn hỗn chiến với các vệ sĩ của anh ta.
Cục Mật vụ Hoa Kỳ (do đặc vụ Sterling dẫn dắt) và Lực lượng Cảnh sát Hồng Kông tranh nhau quyền phá vụ án. Văn phòng của Lee bị đánh bom và do không biết Carter đã rời tòa nhà, Lee tưởng bạn mình đã chết. Hai người tình cờ chạm mặt tại một bữa tiệc trên du thuyền của Ricky, nơi Ricky quát mắng thuộc hạ của mình là Hồ Lê. Lee và Carter đối mặt với Ricky, người này cho rằng mình bị kẻ thù gài bẫy và yêu cầu bảo vệ, song Hồ Lê bắn một phát đạn vào anh ta và tẩu thoát. Sterling đẩy cho Lee trách nhiệm về cái chết của Ricky và yêu cầu anh ngừng điều tra. Carter nhận lệnh quay trở về Los Angeles, nhưng rồi thuyết phục Lee trở về Los Angeles cùng mình.
Carter cam đoan với Lee rằng mọi tổ chức tội phạm lớn đều sở hữu một người đàn ông da trắng giàu có thao túng phía sau; trong trường hợp này, anh tin rằng người đó là Steven Reign, một vị tỷ phú và chủ khách sạn ở Los Angeles mà anh thấy hành động đáng ngờ tại bữa tiệc của Ricky Tan. Qua việc theo dõi Tháp của Reign, họ truy ra Isabella Molina (người mà Carter gặp trên du thuyền của Ricky) nhận một gói hàng từ Hồ Lê. Do hiểu nhầm gói hàng là một quả bom nữa, Lee và Carter cố can thiệp, song Molina tiết lộ rằng cô thực chất là một đặc vụ ngầm của Cục Mật vụ Hoa Kỳ, với nhiệm vụ điều tra phi vụ rửa tiền trị giá 100 triệu USD của Reign.
Lee và Carter ghé thăm Kenny (một tội phạm cũ và hiện là người đưa tin cho Carter, điều hành một sòng bạc phía sau nhà hàng Trung Quốc của mình). Anh ta kể cho họ về một khách hàng với số lượng hóa đơn hàng trăm đô la đáng ngờ, và Carter xác nhận đó là tiền giả của Reign. Họ truy dấu số tiền tới một ngăn hàng, rồi bị Hồ Lê bắt giữ. Trong lúc bị giam giữ trên một chiếc xe tải của Hội Tam Hoàng tới Las Vegas, Lee và Carter tẩu thoát, họ nhận ra rằng Reign đang rửa tiền 100 triệu USD thông qua sòng bạc Rồng Đỏ mới khai trương của y.
Tại Rồng Đỏ, Molina chỉ cho Lee tới chỗ cất giữ những tấm in khắc ra tiền giả, còn Carter đánh lạc hướng để giúp Lee lẻn qua đội an ninh. Song Hồ Lê bắt được Lee, nhét một viên thuốc nổ vào miệng anh rồi đưa anh tới chỗ Ricky. Khi thấy Ricky còn sống và rời đi, Molina cố bắt Hồ Lê nhưng bị bắn, còn Lee kịp gỡ thuốc nổ trước khi nó phát nổ, làm náo loạn sòng bạc.
Carter chạm trán với Hồ Lê, vô tình hạ ả ta bằng một ngọn giáo, còn Lee đuổi theo Ricky. Trên tầng áp mái, Reign chuẩn bị chuồn đi cùng những tấm in khắc song bị Ricky đâm một nhát dao chí mạng. Lee và Carter chạm trán với Ricky, và y thừa nhận đã sát hại cha của Lee. Sau một cuộc ẩu đả, Ricky ngã từ trên cao xuống khi Lee vô tình đá y văng qua cửa sổ. Hồ Lê bước vào phòng cùng một quả bom hẹn giờ, buộc Lee và Carter phải trốn thoát trên một dây cáp zip line còn Hồ Lê mất mạng vì nổ bom.
Sau đó tại sân bay, Molina cảm ơn Lee vì hỗ trợ phá vụ án và tặng anh một nụ hôn. Dù định đường ai nấy đi, Lee và Carter đổi ý khi Carter tiết lộ một khoản tiền kếch xù mà anh thắng ở sòng bạc, và cả hai bay tới thành phố New York để ăn chơi thả ga.

## Phân vai
- Thành Long vai Chánh thanh tra Lee của Lực lượng Cảnh sát Hồng Kông.  Anh mời Carter tới Hồng Kông đi du lịch song nhận lời phá vụ án liên quan đến Ricky Tan, thủ phạm sát hại cha anh.
- Chris Tucker vai Thanh tra LAPD James Carter, anh ở Hồng Kông để du lịch nhưng nhanh chóng dính vào một cuộc điều tra quốc tế.
- Tôn Long vai Trần Lực Kỳ (Ricky Tan), một trùm Hội Tam Hoàng làm ăn với Steven Reign.
- Chương Tử Di vai Hồ Lê (Hu Li), một sát thủ của Hội Tam Hoàng
- Roselyn Sánchez vai Agent Isabella Molina của Cục Mật vụ Hoa Kỳ. Cô làm đặc vụ ngầm, giả làm đặc vụ biến chất rồi nhờ Lee và Carter hỗ trợ cô bắt bọn Tam Hoàng.
- Alan King vai Steven Reign, một doanh nhân Los Angeles biến chất làm ăn với Hội Tam Hoàng để sử dụng sòng bạc của ông in tiền giả.
- Harris Yulin vai đặc vụ cấp cao Sterling
- Kenneth Tsang vai Thuyền trưởng Chin
- Don Cheadle vai Kenny,[3] chủ nhân nhà hàng Trung Quốc ở L.A. và điều hành một sòng bạc trái phép.
- Joel McKinnon Miller vai Tex

## Giải thưởng
Rush Hour 2 nhận được tổng cộng 27 đề cử và thắng 10 giải, gồm một giải điện ảnh MTV cho cảnh chiến đấu hay nhất, một giải Teen Choice Award cho nam diễn viên phim hài hay nhất và 3 giải Kids' Choice Awards.

## Phần tiếp
Do nhiều vấn đề trong khâu sản xuất và địa ngục phát triển, Rush Hour 3 phải đến 10 tháng 8 năm 2007 mới ra rạp; tức 6 năm sau Rush Hour 2. Rush Hour 3 không nhận được những đánh giá tích cực lẫn thành công thương mại như các phần phim trước.